# Teatro Chueca
El teatro Chueca (nacido teatro El Cisne) fue una sala de espectáculos situada en el número 8 de la plaza de Chamberí de la ciudad española de Madrid. Proyectada por Teodoro Anasagasti, se abrió al público en junio de 1924. Con capacidad para millar y medio de espectadores, se mantuvo abierto hasta mayo de 1973.

## Historia
El proyecto del arquitecto Anasagasti tomó en consideración desde un principio la idoneidad del solar, ligeramente trapezoidal y alargado, para la instalación de una sala de cine. En los planos, la sala se reparte en tres alturas apoyadas en pilares metálicos, con galerías de palcos en los dos niveles altos. El escenario disponía de dos fosos, uno para la orquesta y otro 'de movimiento', y fue ampliado por Críspulo Moro en 1925, que le añadió una chácena. El aspecto exterior del edificio, muestra una de las características del estilo de Anasagasti en la «proyección del volumen de la cabina», que será distintivo en los edificios planeados como futuros cinematógrafos, usando una solución funcional diferente a la de los teatros.

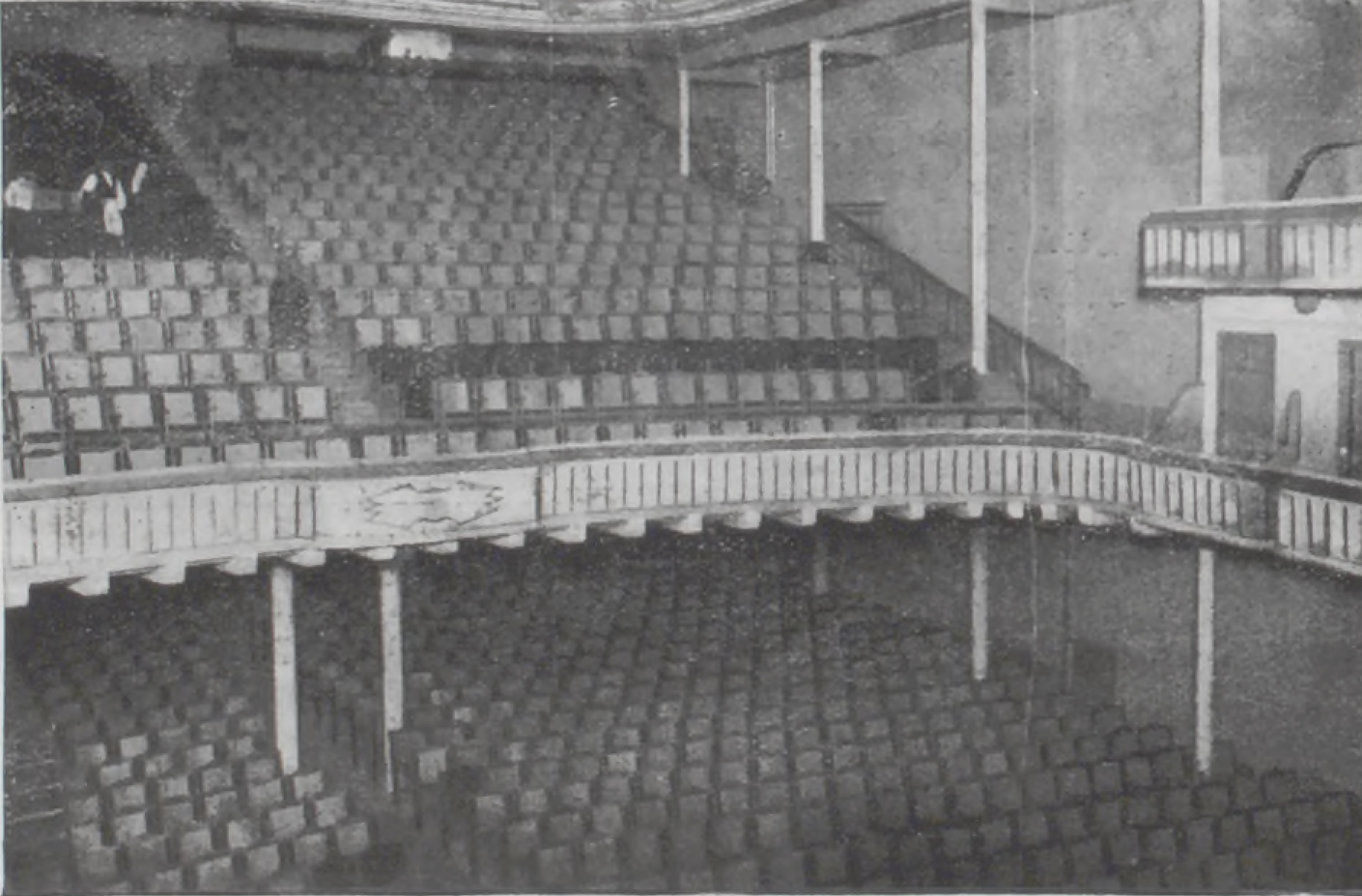
Vista del interior del inmueble

Se inauguró en junio de 1924 como cine-teatro El Cisne (por estar emplazado en el nacimiento del antiguo paseo del Cisne que luego tomó el nombre de paseo de Eduardo Dato). El estreno corrió a cargo de la compañía del actor Pedro Zorrilla. El crítico Augusto Martínez Olmedilla dejó anotado que se puso en escena una reposición de la comedia El as de los inquilinos, tras una triunfal temporada en el teatro La Latina, y añade que se trataba de un "local amplio y destartalado, pero no exento de condiciones acústicas", que a los pocos años de su apertura se convirtió en cine. Desde el 29 de septiembre de 1926 pasó a denominarse «Teatro Chueca» en homenaje al compositor Federico Chueca.En 1927 se estrenó el sainete lírico "El tenorio Chamberilero", con libreto de Antonio Juncá y música de Rafael Calleja Gómez
Durante el período 1931-1939, que engloba la Segunda República y la guerra civil española, estuvo en funcionamiento de forma ininterrumpida, salvo los meses de verano, y representándose por lo general «obras de segunda fila».